# Гајзелхеринг
Гајзелхеринг (њем. Geiselhöring) град је у њемачкој савезној држави Баварска. Једно је од 37 општинских средишта округа Штраубинг-Боген. Према процјени из 2010. у граду је живјело 6.746 становника. Посједује регионалну шифру (AGS) 9278123.

## Географски и демографски подаци
Гајзелхеринг се налази у савезној држави Баварска у округу Штраубинг-Боген. Град се налази на надморској висини од 356 метара. Површина општине износи 100,0 km². У самом граду је, према процјени из 2010. године, живјело 6.746 становника. Просјечна густина становништва износи 67 становника/km².

## Међународна сарадња
| Мјесто | Држава    | Врста сарадње | Од    |
| ------ | --------- | ------------- | ----- |
|        | Француска | партнерство   | 1983. |
| Извор  |           |               |       |